# Erythrina mildbraedii
Erythrina mildbraedii är en ärtväxtart som beskrevs av Hermann August Theodor Harms. Erythrina mildbraedii ingår i släktet Erythrina och familjen ärtväxter. Inga underarter finns listade i Catalogue of Life.